# Une belle simpsonnerie
Une belle simpsonnerie (France) ou Homer au dictionnaire (Québec) (Homer Defined) est le 5e épisode de la saison 3 de la série télévisée d'animation Les Simpson.

## Synopsis
À cause de la négligence d'Homer dans son travail, le cœur du réacteur de la centrale nucléaire risque d'exploser. La ville entière panique alors qu'il ne reste que quelques minutes avant la catastrophe. Homer va alors appuyer au hasard sur un bouton de sa console de commande et éviter l'incident ! Tout Springfield le considère comme un héros, mais il a des scrupules à récolter cette gloire pour avoir réglé par chance une situation qu'il avait lui-même provoquée. Finalement, on découvre la supercherie et une « simpsonnerie » devient un mot du vocabulaire courant désignant un coup de chance en étant stupide. Pendant ce temps, Milhouse cache à Bart la fête d'anniversaire qu'il a faite sans l'inviter, sur ordre de sa mère qui ne veut plus que Bart le fréquente, subodorant une mauvaise influence de sa part sur son fils.

## Première apparition
- Cet épisode marque la première apparition de Luan Van Houten.

## Guest Star
- Magic Johnson (voix et personnage)
- Jon Lovitz : interprète Aristotle Amadopoulos, le propriétaire de la centrale nucléaire de Shelbyville.